# Вільям Л. ДеАндреа
Вільям Л. ДеАндреа (англ. William L. DeAndrea) — американський письменник детективного жанру і колумніст.

## Біографія
Народився в Порт-Честері, штат Нью-Йорк, у 1952 році та отримав вищу освіту в Сиракузькому університеті (Syracuse University). У 1980-х роках робота привела його до Європи, спочатку до Парижа, а потім до Лондона. Після повернення до Сполучених Штатів Америки оселився в Літчфілді.
Отримав три премії Едгара, першу у 1978 році за свій перший роман «Убиті в рейтингах» (Killed in the Ratings). У 1979 році — другу за роман «Вбивства свиней» (The hog murders).
Більшість його романів склали кілька серій. Твори про Метта Кобба спиралися на досвід роботи ДеАндреа у великій американській телевізійній мережі. Серія про Нікколо Бенедетті віддає шану великим детективам, таким як Ніро Вульф. ДеАндреа був активним членом товариства The Wolfe Pack, коли жив у Нью-Йорку. Серія про Кліффорда Дріскола належить до жанру шпигунського трилера.
Серія історичних детективів розгортається на Дикому Заході. ДеАндреа також був автором J'Accuse! — колонки в Armchair Detective, фензині, який видає Mysterious Press. Свою третю премію Едгара він отримав у 1994 році за довідкову роботу «Encyclopedia Mysteriosa».
У 1982 році брав участь у міжконтинентальній вікторині Top of the World, у якій через супутник змагалися учасники з Австралії, США та Великої Британії. ДеАндреа став американським переможцем вікторини (завдяки його знанням Еллері Квіна) і був запрошений на фінал у Лондоні, але програв британському страховому брокеру Джеймсу Екклесону.
ДеАндреа був одружений з Оранією Папазоглу, яка була більш відомою за своїм письменницьким ім'ям Джейн Хаддам (Jane Haddam). Помер від раку 9 жовтня 1996 року.

## Твори

### Романи з Меттом Коббом
- Killed in the Ratings (Убиті в рейтингах) (1978) (отримав премію Едгара По)
- Killed in the Act (Убиті в дії) (1981)
- Killed with a Passion (Убитий із пристрастю) (1983)
- Killed on the Ice (Убитий на льоду) (1984)
- Killed in Paradise (Убитий в раю) (1988)
- Killed on the Rocks (Убитий у скелях) (1989)
- Killed in Fringe Time (Убитий у крайній час) (1994)
- Killed in the Fog (Убитий в тумані) (1996)

### Романи з Нікколо Бенедетті
- The Hog Murders (Вбивства свиней) (1979) (отримав премію Едгара По)
- The Werewolf Murders (Вбивства вервольфа) (1992)
- The Manx Murders (Менкські вбивства) (1994)

### Романи з Кліффордом Дрісколом
- Cronus (Кронос) (1984)
- Snark (Снарк) (1985)
- Azrael (Азраель) (1987)
- Atropos (Атропос) (1990)

### Романи з Філіпом Дегрейвом
- Unholy Moses (Нечестивий Мойсей) (1985)
- Keep the Baby, Faith (Бережи дитину, Фейз) (1986)

### Романи з Лобо Блак / Квін Букер
- Written in Fire (Написано вогнем) (1995)
- The Fatal Elixir (Фатальний еліксир) (1995)

### Інші твори
- The Lunatic Fringe (Бахрома лунатика) (1985)
- Five O'Clock Lightning (Блискавка о п'ятій годині)	(1982)
- Murder: All Kinds (Вбивство: усі види) (2003) (збірка оповідань)